# Into No Man's Land
Into No Man's Land è un film muto del 1928 diretto da Alexis Thurn-Taxis.
Il film si basa su You're in the Army Now, una storia breve scritta da Bennett Southard e da Elsie Werner, che firma anche la sceneggiatura.

## Trama
Thomas Blaisdell nasconde alla figlia Florence di avere una doppia vita: sotto il nome di Western Evans, infatti, è a capo di una banda di truffatori e ladri. La ragazza incontra Clayton Taggart, un giovane avvocato che sta investigando sulla sparizione di alcuni gioielli che lui sospetta siano stati rubati dalla banda di Blaisdell. Nella banda si giunge a una resa dei conti, provocata dall'avidità: Blaisdell uccide uno dei suoi complici, chiamato "il duca" e deve fuggire dal paese, andando a rifugiarsi in Francia. Arruolato nell'esercito, qualche tempo dopo, l'ex rapinatore rivede Taggart. In prima linea, i due sono fianco a fianco in una trincea. Blaisdell vorrebbe approfittarne per uccidere l'uomo che lo perseguita, ma si ferma quando sente Taggart, gravemente ferito, sospirare il nome di Florence.
Finita la guerra, Taggart e Florence si sposano, mentre Blaisdell sembra sparire nel nulla. L'uomo, creduto morto, è invece diventato un vagabondo. Un giorno, però, riappare, ma Florence, quando lo vede, non lo riconosce. A Blaisdell, stremato dall'emozione, cede il cuore e muore davanti alla figlia e a Taggart. Quest'ultimo, che invece lo ha riconosciuto, riesce a scambiare con il morente un ultimo sorriso di intesa.

## Produzione
Il film fu prodotto dall'Excellent Pictures.

## Distribuzione
Il film uscì nelle sale cinematografiche statunitensi il 15 giugno 1928 con il titolo originale Into No Man's Land mentre nel Regno Unito venne ribattezzato come The Secret Lie.